# 光亮道節
光亮道節（荷蘭語：Lichtjesroute）是每年秋天在荷蘭埃因霍溫舉行的一個節日。9月18日由遊行開幕，慶祝1944年埃因霍溫在第二次世界大戰的解放。除此之外，這個節日也有創造“光亮童話世界（荷蘭語：sprookjes in licht）”的意義。